# Cembalist
En cembalist er en musiker, der spiller på cembalo eller et andet af cembalofamiliens instrumenter.

## Udvalg af moderne cembalister
- Kenneth Gilbert
- Ketil Haugsand
- Gustav Leonhart
- Lars Ulrik Mortensen
- Trevor Pinnock
- Rafael Puyana
- Scott Ross
- Christoph Rousset
- Blandine Verlet

| Musik | Spire Denne musikartikel er en spire som bør udbygges. Du er velkommen til at hjælpe Wikipedia ved at udvide den. |